# Pismo tocharskie

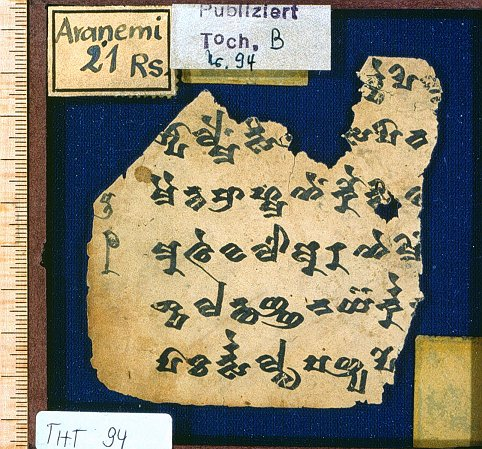
Fragment manuskryptu tocharskiego

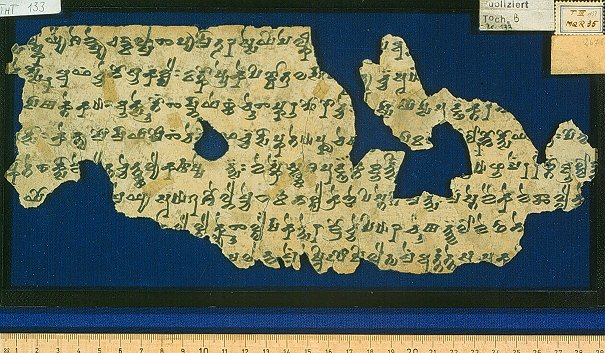
Fragment manuskryptu tocharskiego

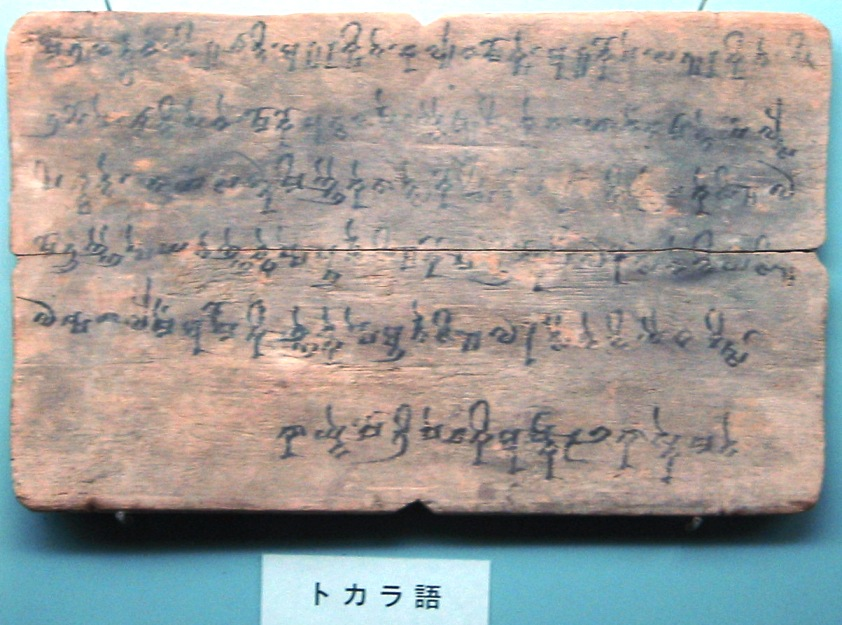
Drewniana tabliczka z napisem tocharskim (Muzeum Narodowe w Tokio)

Pismo tocharskie – alfabet sylabiczny wywodzący się z indyjskiego pisma brahmi, używany niegdyś do zapisywania indoeuropejskich języków tocharskich w Azji Środkowej. Zabytki piśmiennictwa w tym alfabecie to skrawki manuskryptów spisanych na liściach palmowych, tabliczkach drewnianych i chińskim papierze, w większości pochodzące z VIII w., zachowane dzięki bardzo suchemu klimatowi w basenie Tarym. Zachowały się także inskrypcje naścienne. Większość z zachowanych fragmentów manuskryptów to tłumaczenia znanych sanskryckich dzieł buddyjskich, niektóre z nich dwujęzyczne, co umożliwiło odcyfrowanie tego pisma. Zachowały się również teksty manichejskie oraz dokumenty świeckie: korespondencja pomiędzy klasztorami, rachunki, zezwolenia dla karawan, dokumenty medyczne, a nawet jeden list miłosny. Niektóre z odnalezionych tekstów zostały opublikowane, wydano również gramatykę języków tocharskich.

## Charakterystyka pisma
Pismo tocharskie to typowa abugida indyjska, gdzie samogłoski oznaczane są znakami diakrytycznymi. Bywa określany jako „pochyłe brahmi”.